# О’Коннор, Джейн
Джейн О’Коннор (англ. Jane O'Connor) — редактор издательства Penguin Books, написавшая более семидесяти книг для детей, в том числе бестселлера «Изысканная Нэнси» (книга 93 недели держалась на первом месте в списке бестселлеров The New York Times, и была издана в количестве 34 миллионов экземпляров), создатель и куратор серии книг-биографий для детей "Кто такой?". 
Писательница Джейн О’Коннор родилась и выросла в Нью-Йорке. В 1969 году окончила частный женский гуманитарный Колледж Смит. Два года спустя она получила свою первую работу в области публикаций, работая в редакционном отделе издательства Hastings House. С 1977 по 1983 год О’Коннор была редактором в Scholastic; затем в Рэндом Хаус, где стала главным редактором детских книг. О’Коннор написала первую книгу «Твой до Ниагарского водопада» в 1979 году, это был иронический детектив, действие которого разворачивается на Манхэттене.